# متامسک
متامسک یک کیف پول نرم‌افزاری ارز دیجیتال است که برای تعامل با بلاکچین آتریوم استفاده می‌شود. این به کاربران اجازه می‌دهد تا از طریق یک افزونه مرورگر یا برنامه تلفن همراه به کیف پول آتریوم خود دسترسی داشته باشند که سپس می‌تواند برای تعامل با برنامه‌های غیرمتمرکز استفاده شود. متامسک توسط شرکت نرم‌افزاری کانسنسیس، شرکتی در حوزه بلاکچین که بر ابزارها و زیرساخت‌های مبتنی بر آتریوم تمرکز دارد، توسعه داده شده‌است.
کاربر باید در انتخاب کیف پول خود دقت کند و کیف پولی انتخاب کند که از حمله هکرها در امان باشد تا دارایی به راحتی سرقت نشود. یکی از معتبرترین کیف پول‌ها، کیف پول متامسک است. متامسک یک کیف پول رمزارز نرم‌افزاری ارز دیجیتال است که توسط آرون دیویس و دن فینلیکه در سال ۲۰۱۶ ساخته شد. همچنین این کیف پول بر روی بلاکچین آتریوم در بستر ERC-20 وجود دارد.

## بررسی اجمالی
متامسک به کاربران اجازه می‌دهد تا کلیدهای حساب کاربری خود را ذخیره و مدیریت کنند، تراکنش‌ها را انجام دهند، رمزارزهای مبتنی بر آتریوم و توکن‌ها را ارسال و دریافت کنند، و به‌طور ایمن از طریق یک افزونه مرورگر وب یا مرورگر داخلی برنامه تلفن همراه به برنامه‌های غیرمتمرکز متصل شوند. توسعه دهندگان با استفاده از یک پلاگین جاوا اسکریپت مانند Web3js یا Etherjs برای تعریف تعاملات بین متامسک و قرارداد هوشمند، بین متامسک و برنامه‌های غیرمتمرکز خود ارتباط می‌گیرند.
برنامه متامسک شامل یک سرویس یکپارچه برای تبادل توکن‌های آتریوم با تجمیع چندین صرافی غیرمتمرکز (DEX) برای یافتن بهترین نرخ مبادله است. این ویژگی که با نام متامسک سواپ شناخته می‌شود، که ۰٫۸۷۵٪ از مبلغ تراکنش را کارمزد خدمات دریافت می‌کند. تا تاریخ نوامبر ۲۰۲۱, بر اساس خبرگزاری بلومبرگ. بیش از ۲۱ میلیون کاربر فعال در بستر افزونه‌های مرورگر خود داشته‌است.

## امنیت متامسک
میزان امنیت کیف پول‌ها یکی از مهم‌ترین ملاک‌های انتخاب کیف پول است. اگر کیف پولی دارای ویژگی‌های زیادی باشد اما از امنیت خوبی برخوردار نباشد، دیگر هیچ ویژگی آن توجه کاربران را جلب نمی‌کند؛ چراکه دارایی کاربران بسیار مهم‌تر از ویژگی‌های کیف پول‌ها است.
کیف پول متامسک به خاطر تیم پشتیبانی قوی که دائماً در حال به‌روزرسانی سیستم هستند، به همین خاطر کیف پول متامسک تا کنون در معرض حمله هکران قرار نگرفته‌است. لازم است ذکر شود که کیف پول متامسک دارای تنظیمات HD بک آپ است و در دسته کیف پول‌های گرم و آنلاین قرار می‌گیرد. همان‌طور که می‌دانید کیف پول‌های آنلاین نسبت به کیف پول‌های کاغذی یا به اصطلاح سرد از امنیت کمتری در برابر حمله هکران برخوردار هستند.
برای استفاده از کیف پول متامسک بهتر است نکاتی را برای امنیت بیشتر این کیف پول به خاطر داشت:
- باید مواظب سایت‌های فیشینگ و مشکوک بود.
- گذرواژه را در اختیار هیچ‌کس نباید قرار داد.
- گذرواژه امنیتی در چند جای مطمئن و امن نگهداری شود.
- در صورت بروز مشکل، حتماً با پشتیبانی باید در تماس بود.

## بررسی مزایا و معایب متامسک
هر کیف پولی دارای مزایا و معایبی است که کیف پول متامسک از این قاعده مستثنا نیست.
از مزیت‌های این کیف پول می‌توان به مواردی اشاره کرد:
- این کیف پول به خاطر نرم‌افزار پیشگامان متن‌باز بودن، باعث عملکرد بهتر کیف پول برای بروزرسانی می‌شود.
- راحت بودن روابط کاربری در این نرم‌افزار باعث می‌شود که حتی معامله‌گران مبتدی نیز بتوانند به راحتی از این سیستم استفاده کنند و تراکنش‌ها را انجام دهند.
- وجود طیف گسترده‌ای از کوین‌ها باعث شده این کیف پول، به عنوان کیف پول معتبر معرفی شود.
- امکان تعریف شبکه های بلاکچین جدید و توکن ها و رمزارزهای جدید را دارد.[۱۴]

از معایب این کیف پول می‌توان گفت:
- از آنجایی که کیف پول متامسک، در دسته کیف پول‌های آنلاین است نسبت به کیف پول‌های کاغذی و سرد از امنیت کمتری در برابر حمله هکران برخوردار است.
- هرچند که تعداد کوین‌های زیادی را این کیف پول پشتیبانی می‌کند، اما نسبت به دیگر کیف پول‌ها این کوین تعداد کوین کمتر است.